# Haskovo
Khaskovo ou Haskovo (búlgaro: Хасково) é uma cidade da Bulgária localizada no distrito de Khaskovo.

## População
| Khaskovo | Khaskovo | Khaskovo | Khaskovo | Khaskovo | Khaskovo | Khaskovo | Khaskovo | Khaskovo | Khaskovo | Khaskovo | Khaskovo | Khaskovo | Khaskovo | Khaskovo | Khaskovo | Khaskovo | Khaskovo | Khaskovo | Khaskovo |
| --- | -------- | -------- | -------- | -------- | -------- | -------- | -------- | -------- | -------- | -------- | -------- | -------- | -------- | -------- | -------- | -------- | -------- | -------- | -------- |
| Ano | 1887     | 1910     | 1934     | 1946     | 1956     | 1965     | 1975     | 1985     | 1992     | 2001     | 2002     | 2003     | 2004     | 2005     | 2006     | 2007     | 2008     | 2009     | 2010     |
| População |          |          |          | 27,435   | 38,812   | 57,681   | 75,136   | 87,763   | 80,700   | 80,303   | 80,329   | 80,149   | 79,476   | 78,929   | 78,668   | 78,782   | 77,801   | 77,572   | 77,050   |
| Fontes: Instituto Nacional de Estatísticas, „citypopulation.de“, „pop-stat.mashke.org“, Bulgarian Academy of Sciences |          |          |          |          |          |          |          |          |          |          |          |          |          |          |          |          |          |          |          |